# Myotis formosus
Myotis formosus is een vleermuis uit het geslacht Myotis die voorkomt van Afghanistan tot Zuid-China, Taiwan, Korea, Tsushima (Japan), de Filipijnen, Celebes en Bali. Binnen deze soort wordt een groot aantal ondersoorten erkend; de Filipijnse ondersoort M. f. rufopictus Waterhouse, 1845 vertegenwoordigt mogelijk een aparte soort. Deze ondersoort is gevonden op de eilanden Luzon, Negros, Palawan en Sibuyan, zowel in regenwoud (op 50 tot 1125 m hoogte) als in landbouwgebieden (op zeeniveau).